# Gerhard Schröder (CDU)
Gerhard Schröder GCC (Saarbrücken,11 de setembro de 1910 - Kampen (Sylt), 31 de dezembro de 1989), foi um político da Alemanha Ocidental e membro do partido União Democrata Cristã (CDU). Ele serviu como Ministro Federal do Interior de 1953 a 1961, como Ministro das Relações Exteriores de 1961 a 1966 e como Ministro da Defesa de 1966 a 1969. Na eleição de 1969, ele concorreu à Presidência da República Federal da Alemanha (Alemanha Ocidental), mas foi superado por Gustav Heinemann.

## Vida
Filho de um oficial ferroviário, Schröder nasceu em Saarbrücken, na época parte da Província Prussiana do Reno. Após ser aprovado nos exames da Abitur, ele estudou direito na Universidade de Königsberg e dois semestres no exterior na Universidade de Edimburgo, onde, de acordo com seus próprios relatos, se familiarizou com o modo de vida britânico. Em 1932 ele terminou seus estudos em Bonn e se comprometeu com o grupo universitário do Partido Popular Alemão liberal nacional.

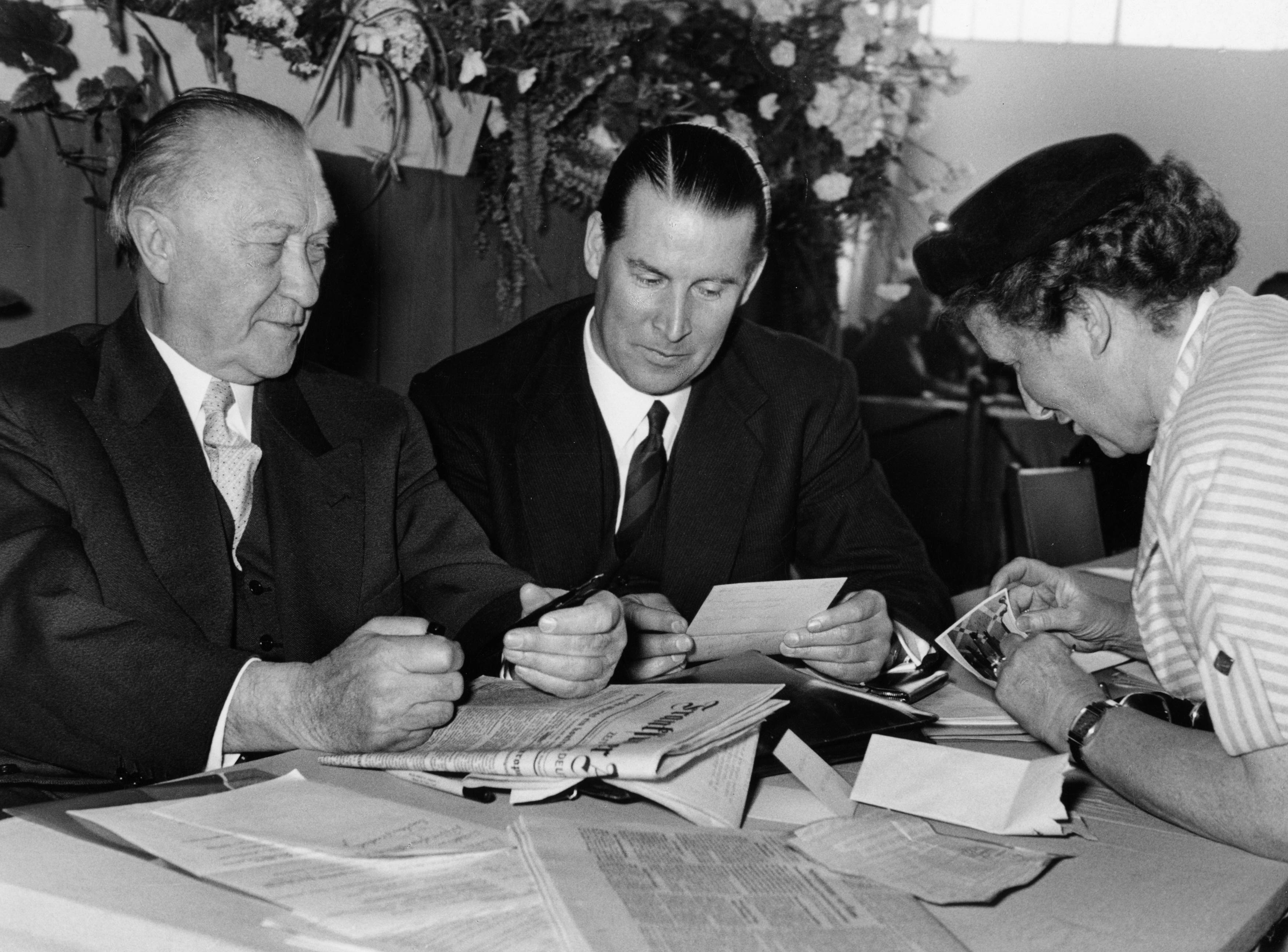
O então Ministro do Interior Gerhard Schröder ao lado do Chanceler Konrad Adenauer em 1957.

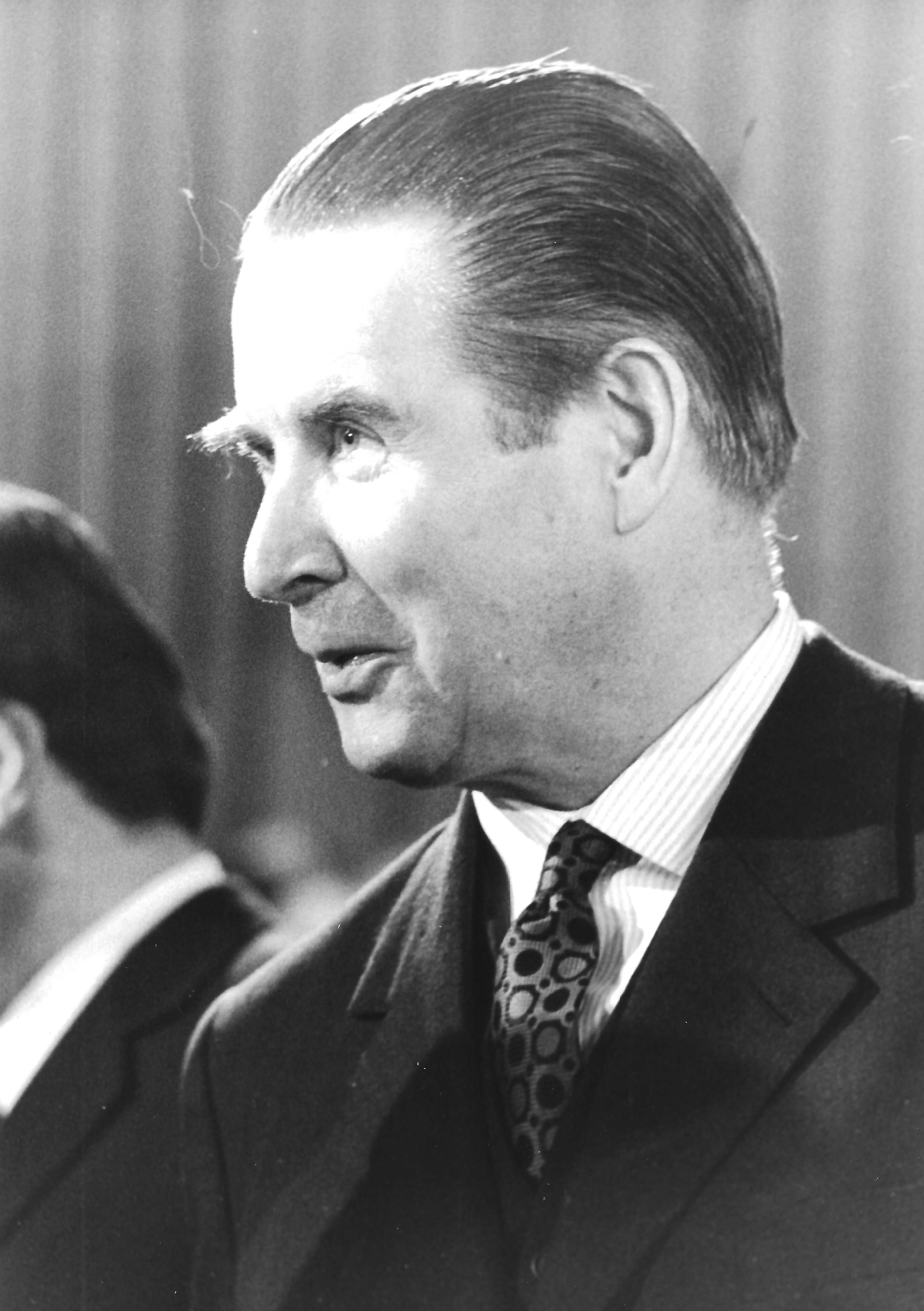
Gerhard Schröder no Bundestag em 1971.

Schröder foi aprovado no primeiro e no segundo Staatsexamen em 1932 e 1936. Obteve seu doutorado em 1934 e trabalhou como consultor na Sociedade Kaiser Wilhelm em Berlim. Ainda como referendário em Bonn, aderiu ao Partido Nazista em 1 de abril de 1933 e também à SA. Ele continuou sua carreira como funcionário de um escritório de advocacia e em 1939 obteve um certificado de advogado e trabalhou como advogado tributário. Ele deixou o NSDAP em maio de 1941 (uma ocorrência bastante rara). No mesmo mês e talvez em conexão, ele se casou com sua esposa, Brigitte Schröder nascida Landsberg, precisando - ela era meio judia - de uma permissão extraordinária de seus superiores das Forças Armadas.
Ele ocupou um cargo federal como Ministro do Interior (1953–1961) e como Ministro das Relações Exteriores (1961–1966) nos gabinetes do Chanceler Konrad Adenauer e de Ludwig Erhard. De 1966 a 1969, ele atuou como Ministro da Defesa no governo do Chanceler Kurt Georg Kiesinger.
Em 1969, Gerhard Schröder concorreu ao Gabinete do Presidente Federal (apoiado pela CDU e NPD), mas foi derrotado por Gustav Heinemann, o nomeado do SPD (apoiado pelo FDP), na terceira votação com 49,4% a 48,8% de os votos da Assembleia Federal.
Nos anos que se seguiram à sua atividade política ativa, Schröder manteve um círculo de discussão privado de ex-políticos, diplomatas e funcionários econômicos que filosofavam sobre os problemas globais da nova era, mas não mais intervinham politicamente nos negócios do dia-a-dia. Ele apoiou a administração Reagan e endossou o programa SDI.
Sua última aparição no Bundestag foi em 17 de junho de 1984, quando ele fez o discurso cerimonial da cerimônia de comemoração do levante sangrento de junho de 1953.
Schröder morreu em 31 de dezembro de 1989 em sua casa em Sylt. Após sua morte, o Bundestag alemão o homenageou em 12 de janeiro de 1990 com um ato estadual no plenário. Gerhard Schröder foi enterrado no cemitério da igreja da ilha de St. Severin em Keitum, Sylt.